# Pałac w Świninie
Pałac w Świninie – zabytkowy pałac we wsi Świnino w Polsce, w województwie dolnośląskim, w powiecie polkowickim, w gminie Grębocice.

## Opis
Piętrowy pałac wybudowany w XVIII w. na miejscu renesansowego, na planie prostokąta, kryty czterospadowym dachem mansardowym z lukarnami. Od frontu ryzalit umieszczony nieregularnie zwieńczony frontonem. Do głównego wejścia w ryzalicie, pod prostym balkonem na dwóch kolumnach, prowadzą schody. Obiekt jest częścią zespołu pałacowego, w skład którego wchodzą jeszcze: park, spichrz, dom folwarczny.

## Historia
Pałac w posiadaniu kilkorga właścicieli m.in. Hansa von Zeidlitz (zm. 1564) budowniczego i jego syna Georga (zm. 1579). Ich płyty nagrobne znajdują się na zewnętrznej ścianie kościoła w Grodowcu. Na kominku w holu głównym jest herb Friedricha von Mathisa, właściciela z 1895.

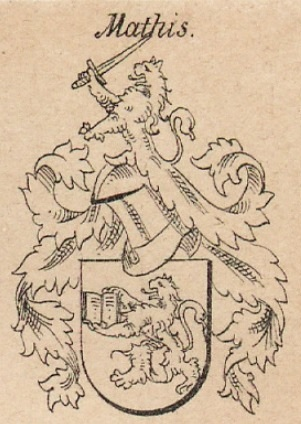
Herb Friedricha von Mathisa